# ハイ・ギア
ハイ・ギア (High Gear) は、ニール・ラーセンが、1979年に発表したアルバム及び楽曲。

## 収録曲
1. ハイ・ギア "High Gear" – 4:55
2. デモネット "Demonette" – 4:59
3. フュチュラマ "Fururama" – 5:03
4. ディス・タイム・トゥモロウ "This Time Tomorrow " – 4:35
5. ナイル・クレッセント "Nile Crescent" – 6:10
6. リオ・エステ "Rio Este" – 3:50
7. ナイト・レター "Night Letter" – 4:27

## 参加ミュージシャン
- ニール・ラーセン - キーボード、ヴォーカル
- マイケル・ブレッカー - テナーサックス
- ジョー・ファレル - フルート
- バジー・フェイトン - ギター
- パウリーニョ・ダ・コスタ - パーカッション
- スティーヴ・ガッド - ドラムス
- エイブラハム・ラボリエル - ベース
- リッキー・リー・ジョーンズ - ヴォーカル
- レニー・カストロ - ヴォーカル